# Public SPACE Foundation
De Public SPACE Foundation is een onafhankelijke Nederlandse denktank die ten doel heeft een maatschappelijke bijdrage te leveren aan het beter functioneren van de publieke sector.

## Algemeen
Public SPACE is een privaat initiatief. Het is in 1999 opgericht als onderzoeksafdeling van adviesbureau Boer&Croon door Steven de Waal (11 juni 1955) in zijn positie van vennoot en bestuursvoorzitter. Het is door hem na zijn vertrek aldaar in 2004 voortgezet en uitgebouwd tot Denktank, geheel op nonprofit basis en ondergebracht in een stichting: de "public SPACE Foundation". De denktank is gevestigd te Utrecht. De naam Public SPACE is Engels voor het publieke domein. Het achtervoegsel S.P.A.C.E. is eveneens het acroniem voor Centre on Strategies for Public and Civil Entrepreneurs. De denktank publiceert voornamelijk in het Engels maar ook in het Nederlands. De missie van de denktank is 'Winning Strategies for the Common Good'.

## Missie & werkwijze
Public SPACE wil volgens haar statuten "een maatschappelijke bijdrage leveren aan het beter functioneren van de publieke sector en publieke diensten". Haar missie is het creëren van innovatieve strategieën voor het publiek belang, vanuit nieuwe allianties tussen (georganiseerde) burger, overheid en private-, profit- en non-profit organisaties. Zij tracht dit doel te bereiken door onafhankelijk wetenschappelijk onderzoek, publieke stellingname en het actief deelnemen aan relevante internationale netwerken. Haar werkwijze kenmerkt zich door het uitwisselen, leren en combineren van internationale en cross-sectorale vergelijkingen. De denktank bestaat uit bekende en invloedrijke bestuurders, wetenschappers en opinieleiders.

## Samenstelling denktank
De denktank van Public SPACE is op 14 juni 2008 als volgt samengesteld:
| Naam                       | Hoofdfunctie(s)                                                                                            |
| -------------------------- | --- |
| voorzitter                 | |
| Steven De Waal             | oprichter Public SPACE Foundation, voormalig bestuursvoorzitter Boer&Croon                                 |
| leden                      | |
| Atilla Aytekin             | directeur Triodor Software                                                                                 |
| Renee Bergkamp             | Directeur-Generaal Ministerie van Economische Zaken                                                        |
| Arthur Docters van Leeuwen | voorzitter van het Holland Financial Centre, voormalig hoofd van de Autoriteit Financiële Markten          |
| Aart Jan de Geus           | gedeputeerde secretaris generaal bij de OECD, voormalig Minister van Sociale Zaken en Werkgelegenheid      |
| Loek Hermans               | voorzitter MKB Nederland, lid van de Eerste Kamer                                                          |
| Niek Ketting               | voorzitter Commissie voor de Milieu-Effectrapportage                                                       |
| Paul Koster                | International Governance adviseur, voormalig bestuurder Philips en Autoriteit Financiële Markten           |
| Gertjan Lankhorst          | directeur Gasterra BV, voormalig Directeur-Generaal bij het Ministerie van Economische Zaken               |
| Sandra Lutchman            | directeur Common Purpose                                                                                   |
| Ferdinand Mertens          | lid van de Onderzoeksraad voor de Veiligheid, hoogleraar Toezicht aan de TU Delft                          |
| Ralph Pans                 | directievoorzitter van de Vereniging van Nederlandse Gemeenten (VNG)                                       |
| Martin van Rijn            | directeur PGGM, voormalig Directeur-Generaal bij het Ministerie van Volksgezondheid Welzijn en Sport       |
| René Scherpenisse          | directeur woningbouwcorporatie Portaal, voormalig directeur Stuurgroep Experimenten Volkshuisvesting (SEV) |
| Willem van der Schoot      | president Nyenrode Business Universiteit, voormalig bestuursvoorzitter Boer&Croon                          |
| Harry Starren              | algemeen directeur De Baak                                                                                 |
| Ed van Thijn               | publicist, voormalig burgemeester Amsterdam en voormalig minister van Binnenlandse Zaken                   |
| Rob van Tulder             | professor in International Business-Society Management, Erasmus Universiteit                               |
| Jos Werner                 | voorzitter Hersenstichting Nederland, voorzitter Health Valley Nijmegen, lid van de Eerste Kamer           |

## Trivia
- Public SPACE kreeg in 2007 veel media aandacht met het publiceren van het manifest Naar een intelligente en verbonden overheid.[1] Hierin stelt zij onder meer dat de overheid weer groot moet denken en meer ambitie moet tonen door bijvoorbeeld een groot standbeeld voor de Nederlandse kust te plaatsen (naar analogie van het Vrijheidsbeeld), Schiphol naar zee te verplaatsen of om lightrail voor de hele Randstad te realiseren. Deze stellingname is nader uitgewerkt in een memorandum.
- In 2008 publiceerde de Public SPACE foundation het boek Strategisch management voor de publieke zaak,[2] met als samenvattende ondertitel hoe burgers, bedrijven, non-profitorganisaties en de overheid gezamenlijk problemen oplossen.
- In juni 2008 kwam de denktank in het nieuws[3] doordat staatssecretaris Jack de Vries van het ministerie van Defensie zitting had genomen in de denktank, zonder voor deze nevenfunctie toestemming te vragen. Kort daarop legde hij zijn lidmaatschap neer.